# Simone Parodi
Simone Parodi (ur. 16 czerwca 1986 w miejscowości San Remo) – włoski siatkarz grający na pozycji przyjmującego, reprezentant Włoch. 
Simone Parodi karierę sportową rozpoczynał pod kierunkiem swojego ojca, Roberto Parodiego, obecnego trenera młodzieży w dell'Arma di Taggia. W rozgrywkach regionalnych został zauważony przez skautów Piemonte Volley. Trafił do kadry młodzieżowej tego klubu, gdzie trenował z Liano Petrellim i Enzo Prandim. W sezonie 2005/2006 grał w pierwszym zespole. W 2006 roku przeszedł do Volley Corigliano. W sezonie 2006/2007 został wybrany MVP Serie A2. W 2007 roku znalazł się w szerokim składzie reprezentacji Włoch na Ligę Światową.
7 października 2019 roku władze ZAKSY Kędzierzyn-Koźle poinformowały o udziale Parodiego w przedsezonowych treningach, a zaś 12 października tegoż roku, Parodi podpisał z klubem kontakt obowiązujący w sezonie 2019/2020.

## Sukcesy klubowe
Puchar Włoch:
- 2006, 2011

Puchar CEV:
- 2010

Mistrzostwo Włoch:
- 2010, 2012, 2014
- 2011, 2013

Superpuchar Włoch:
- 2010, 2012, 2014

Liga Mistrzów:
- 2016

Superpuchar Polski:
- 2019

## Sukcesy reprezentacyjne
Mistrzostwa Europy Kadetów:
- 2003

Liga Światowa:
- 2013, 2014

Mistrzostwa Europy:
- 2011, 2013

Memoriał Huberta Jerzego Wagnera:
- 2011

Igrzyska Olimpijskie:
- 2012